# Alain Passard

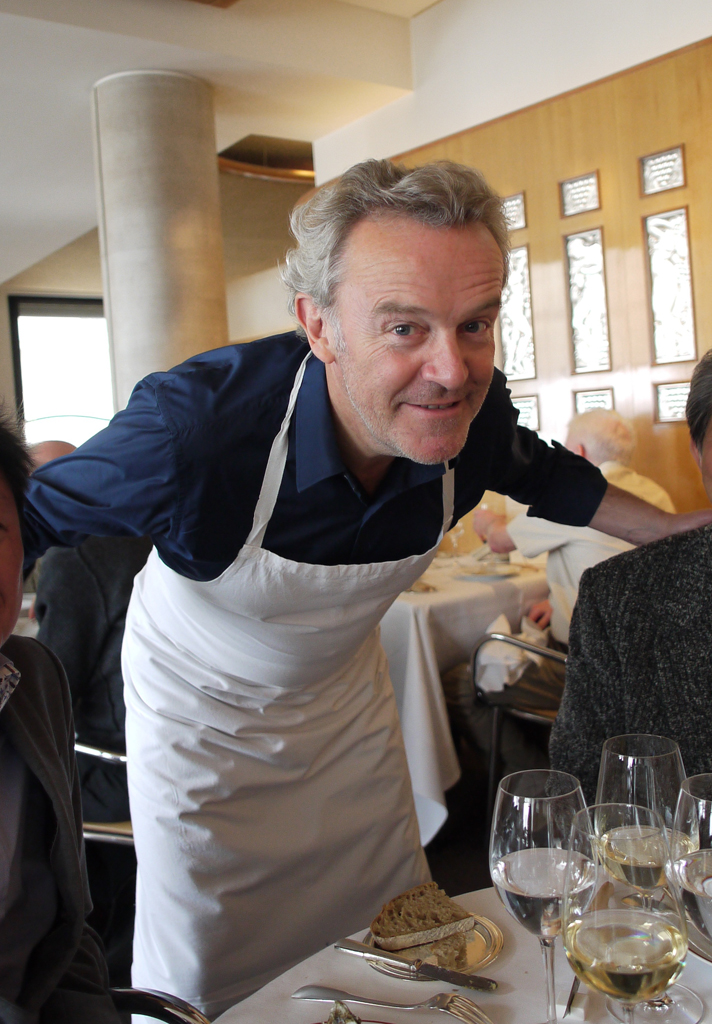
Alain Passard

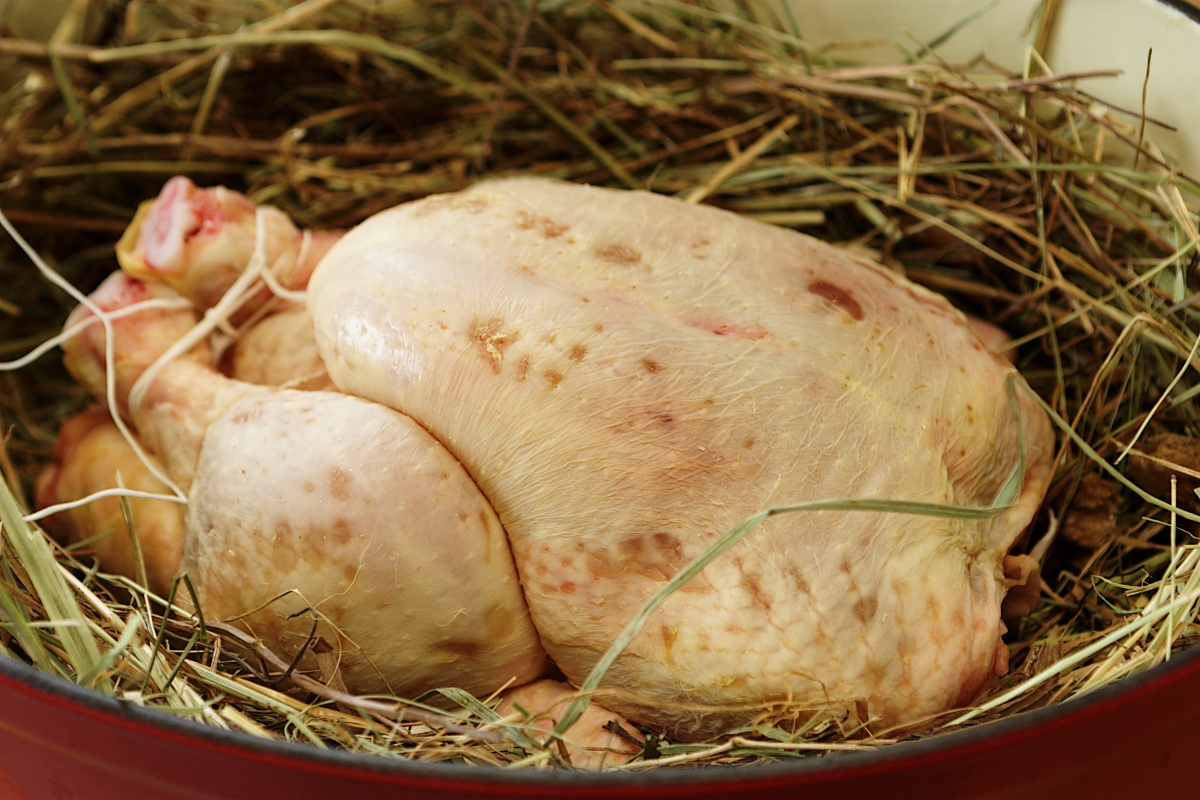
Poulet au foin de Crau AOC

Alain Passard (* 4. August 1956 in La Guerche-de-Bretagne) ist ein französischer Koch, dem das Pariser Drei-Sterne-Restaurant L'Arpège gehört.

## Leben
Alain Passard begann seine Ausbildung mit 14 Jahren in der Hôtellerie du Lion d'or in Liffré unter der Leitung von Michel Kerever. Von 1976 bis 1977 arbeitete er im La Chaumière in Reims unter Gérard Boyer. Von 1980 bis 1984 kochte er im Le Duc d'Enghien, im Casino d'Enghien. Dort wurde er mit 26 Jahren mit zwei Michelinsternen ausgezeichnet.
1984 ging er zum Restaurant Carlton in Brüssel und wurde in den folgenden zwei Jahren mit zwei Sternen ausgezeichnet.
1986 kaufte er von seinem ehemaligen Mentor Alain Senderens das Restaurant L'Archestrate (drei Sterne) und benannte es in L'Arpège um. Im selben Jahr brachte Alain Passard sein berühmtes Heuschnitzel auf den Markt. Er brauchte nur ein Jahr, um seinen ersten Stern zu gewinnen, und ein weiteres Jahr für den zweiten. 1996 erhielt das L'Arpège den dritten Michelin-Stern, den es bis heute bewahrt hat.
Im Jahr 2001 nahm er rotes Fleisch aus seiner Speisekarte und konzentrierte sich auf Gemüse. 2002 kaufte er seinen ersten Gemüsegarten an der Sarthe, um sein Restaurant mit erstklassigem Gemüse zu versorgen, den zweiten 2005 und den dritten 2008.
Für seinen Beitrag zur französischen Kultur erhielt er 2010 einen "Nugget". und die höchste Auszeichnung des Gault&Millau-Führers 2010 mit 5 Toques
Im Jahr 2016 widmet die Dokumentationsreihe von Netflix Chef's Table: France Alain Passard eine Episode.